# Father Christmas
Singles de The Kinks
Juke Box Music
(juin 1977) A Rock 'n' Roll Fantasy
(mai 1978)
Father Christmas est une chanson du groupe britannique de rock The Kinks. Écrite par Ray Davies, elle est sortie en single à la fin de 1977 sur le label Arista Records.
Le narrateur de la chanson raconte un incident qui lui est arrivé alors qu'il travaille comme père Noël à l'entrée d'un grand magasin. Il est pris à partie par un groupe d'enfants pauvres qui le rouent de coups et exigent qu'il leur donne de l'argent (plutôt que des jouets, bons pour les enfants riches), ou bien qu'il trouve du travail à leurs pères. Ces paroles satiriques reflètent la situation sociale tendue au Royaume-Uni à la fin des années 1970, avec la montée du chômage et de l'insécurité dans les rues. Dans sa biographie de Ray Davies, Thomas Kitts décrit Father Christmas comme étant « possiblement le seul chant de Noël marxiste ».
La chanson ne figure sur aucun album studio des Kinks, mais elle constitue un titre bonus de la réédition CD de Misfits. Elle apparaît également sur plusieurs de leurs compilations, comme Come Dancing with the Kinks.

## Reprises
Father Christmas a été reprise par :
- Smash Mouth sur l'album The Gift of Rock (en) (2005)
- Bad Religion en single (2013)
- Man Overboard (en) sur la compilation Punk Goes Christmas (en) (2013)
- Cheap Trick sur l'album Christmas Christmas (en) (2017)
- Magne Furuholmen sur l'album White Xmas Lies (en) (2019)